# Бакрорез
Бакрорез (фр. burin, енгл. engraving) је графичка техника дубоке штампе, код које се матрица израђује механичким путем.

## Историјат
Урезивање у метал је било познато у Кини још у X веку, а у Европи касније, у XIII веку. Бакрорез је техника која се развила у оквиру златарског заната. Урезани орнаменти и украси су се отискивали делом ради контроле урађеног посла, делом ради сакупљања отисака. Доказано је да су први отисци у овој техници коришћени четрдесетих година XV века за илустровање текстова, као украси кутијама, молитвеницима, украшавани бојом и облагани златом. За најранији отисак се сматра рад анонимног немачког мајстора из 1446. године, „Бичевање“. 
Свакако највећи мајстор датог периода је Мартин Шонгауер (око 1435-1491), уз Дирера један од највећих немачких бакрорезаца. Осим ове двојице, споменимо још и Ханса Балдунга Грина (1484—1545) и Луку ван Лејдена (1494—1533), затим Луку Кранаха (1515—1586), Хенрика Голцијуса (1558—1617), Клод Мелана (1598—1688), а од модерних уметника Станли Вилијема Хајтера (1901—1988) и Жака Вилона (1865—1963).

## Принцип
Настаје урезивањем линија оштрим алатом, гравирним иглама за бакрорез, у бакарну плочу бољих позитивних својстава, хладно ваљану тврђе сорте са повишеним металним звуком. Пре урезивања, метална плоча се темељно избруси и исполира до високог сјаја. Затим се приступа гравирању. За ту сврху се користе длета разних профила и намена, направљена од висококвалитетног челика. За време гравирања, плоча је положена на кожни јастучић, који омогућава окретање плоче при раду. Израђена матрица се набојава и штампа као и бакропис. Ипак, манипулација набојавања и брисања захтева нешто већу пажњу и педантност. Ова изузетно тешка графичка техника, коју данас практикује веома мали број уметника, карактеристична је по јасним и прецизним линијама. Данас се најчешће користи у штампи новчаница.
Бакрорез се разликује од технике бакрописа. Иако су ове две технике сродне и припадају обе техникама дубоке штампе, код бакрописа се цртеж добија хемијским путем, деловањем киселине на огољену бакарну плочу.